# La Chapelle-sur-Coise
La Chapelle-sur-Coise település Franciaországban, Rhône megyében. Lakosainak száma 566 fő (2022. január 1.). La Chapelle-sur-Coise Aveize, Pomeys, Saint-Martin-en-Haut, Duerne és Larajasse községekkel határos.

## Népesség
A település népességének változása:
| Lakosok száma | 565  | 583  | 593  | 573  | 568  | 566  | 570  | 568  | 566  |
|               | 2013 | 2015 | 2016 | 2017 | 2018 | 2019 | 2020 | 2021 | 2022 |